# Cortisol
El cortisol és una hormona relacionada amb l'estrès que altera el metabolisme cel·lular. Es tracta concretament del principal glucocorticoide secretat per l'escorça de la glàndula suprarenal humana i l'esteroide més abundant a la sang perifèrica, si bé també es formen quantitats menors de corticosterona. A l'home, estudis cinètics de la conversió de colesterol lliure del plasma en cortisol han demostrat que, en essència, tot el cortisol secretat deriva del colesterol circulant en condicions basals i com a resultat de l'estimulació aguda amb adrenocorticotropina (ACTH).
Malgrat que en petites dosis aquesta hormona posseeix propietats antiinflamatòries i hipoal·lergògenes, un excés de cortisol en sang pot provocar malalties com diabetis o hipertensió arterial.

## Producció
La secreció de cortisol és governada pel ritme circadiari de l'hormona adrenocorticotropina (ACTH), augmentant en les hores del matí i després de cada àpat. El cortisol s'uneix a les proteïnes al plasma sanguini, principalment a la globulina fixadora de cortisol (CBG) i un 5% a l'albúmina; la resta, entre el 10% i 15% es troben circulant lliurement. Quan la concentració de cortisol arriba a nivells de 200 a 300 g/L a la sang, la CBG es troba saturada i els nivells de cortisol plasmàtics augmenten ràpidament.
La vida mitjana del cortisol és de 60 a 90 minuts, tot i que tendeix a augmentar amb l'administració d'hidrocortisona, en l'hipertiroïdisme, la insuficiència hepàtica o en situacions d'estrès.

## Funcions
És un esteroide amb doble funció metabòlica:
1. Acció glucocorticoide: metabolisme amb hidrats de carboni, proteïnes i greixos.
2. Acció mineralocorticoide: homeòstasi de l'aigua i els electròlits.

Inhibeix la utilització perifèrica de la glucosa. Com a conseqüència augmenta la producció de glicogen al fetge. L'ús clínic es deu fonamentalment a l'efecte antiinflamatori que presenta. El cortisol, a diferència dels altres esteroides suprarenals, exerceix un control per retroalimentació negativa sobre la biosíntesi de l'ACTH o hormona adrenocorticotropa, en suprimir la transcripció del gen de l'ACTH en la hipòfisi i la consegüent formació de l'hormona que l'allibera.

### Neurogènesi
Aquesta hormona i les seves alteracions s'han relacionat amb la neurogènesi, especialment en adults, la qual cosa alhora s'ha vist com un dels factors incidents en la depressió humana.

### Altres funcions
Aquesta hormona, a més a més de promoure la biosíntesi de glucosa -a través de vies com la formació de glucosa a partir del glicogen trobat als músculs o al fetge- disminueix la quantitat de proteïna als teixits perifèrics, inhibint la síntesi de proteïnes i àcids nucleics i augmentant-ne la degradació per proporcionar aminoàcids, sobretot l'alanina, per a la utilització al fetge, ja que tots els aminoàcids lliures, quan actua el cortisol, van als hepatòcits amb les següents conseqüències: 
- Formació de proteïnes als hepatòcits.
- Formació de proteïnes plasmàtiques.
- Síntesi d'enzims necessaris per a la glucogenòlisi, la gluconeogènesi i la glucogènesi.
- Disminució de la taxa d'utilització de glucosa al cos (efecte antiinsulínic i elevació de la glucosa sanguínia)
- Utilització dels àcids grassos com a font d'energia.
- Mesuradors de les respostes al·lèrgiques, efectes coneguts com a eritemes.

- És una hormona que s'allibera en grans quantitats en moments d'estrès per potenciar les vies metabòliques i catabòliques i -per tant- elevar la concentració de glucosa, aminoàcids i lípids (aquest darrer efecte és important en la secreció crònica de cortisol, que provoca com a conseqüència problemes de dislipidèmies, que més endavant desemboquen en problemes cardiovasculars).

- Inhibeix la funció de les cèl·lules òssies i el dipòsit de la matriu de col·lagen i inhibeix l'absorció intestinal de calci de manera que s'altera la calcificació de la matriu òssia. El cortisol pot interferir amb la síntesi gàstrica de prostaglandines que són necessàries per a mantenir la barrera protectora normal contra el suc gàstric i la pepsina. La fragilitat capil·lar augmenta i són freqüents els hematomes amb traumatismes petits. Es produeix un augment en la concentració d'hemoglobina i el nombre d'eritròcits en la sang.

## Curiositats
Investigadors de la Universitat de València, en col·laboració amb la de Groningen (Països Baixos), han comprovat que cinc minuts amb una dona guapa poden ser suficients per elevar "considerablement" en els homes els nivells de cortisol. Els investigadors conclouen que en presència d'una dona bonica, sobretot si és desconeguda, la majoria d'homes pensen que intenten lligar amb ella, i es genera una situació igual d'estressant que saltar d'un avió.